# كاراسوك
كاراسوك (بالروسية: Карасук) هي إحدى مدن روسيا في الكيان الفدرالي الروسي نوفوسيبيرسك أوبلاست.